# Klorova čeladica
Klorova čeladica (znanstveno ime Mycena leptocephala) je gliva iz rodu čeladic (Mycena).
Vrstno ime leptocephala izvira iz grške besede λεπτος leptos, tanek in κεφαλη kephale, glava in se nanaša na nežen klobuk. Slovensko vrstno ime se nanaša na značilen vonj po kloru. 

## Značilnosti
Klobuk ima v premeru do 25 mm. Sprva je jajčasto valjast, nato stožčast ali paraboličen do zvonast, pogosto z grbico in se s starostjo splošči. Je prosojno progast, gol in higrofan (spremenljiv glede na vlažnost): najprej precej temno rjav, z belkastim robom, nato zelo temno siv do bledejše sive ali temno sivo-rjav do skoraj črno rjav, rob je svetlejši do belkast.
Lističi segajo do beta in so nanj ozko prirasli. Na celotnem obodu jih je od 14 do 26. So temno sivo rjave do sive barve in s starostjo zbledijo. Ostrinka je enake barve kot stranice.
Bet je visok od 20–65 mm in ima v premeru od 1 do 2,5 mm. Je votel, krhek, v dnišču enak ali nekoliko razširjen. Je raven do rahlo ukrivljen, večinoma gol, razen na vrhu, sijoče, temno rjave barve, sivo rjave do sive barve. Spodaj temnejši, vrh običajno sivkast, pri mlajših osebkih pa pogosto modrikasto črn. Dnišče je gosto prekrito z dolgimi, grobimi, prožnimi, belimi vlakni.
Ima značilen vonj po kloru, po kateremu jo je najlažje ločiti od podobnih čeladic.

## Razširjenost in življenjski prostor
Razširjena je po vsemu svetu.
Raste posamezno ali v skupinah med travo in mahom na odprtih območjih ali v mešanih gozdovih, na drevesnih štorih, na razpadajočem in pogosto z mahom poraslem lesu listavcev in iglavcev ali na odpadlih vejah. Od pomladi do pozne jeseni.

## Mikroskopske značilnosti
Trosni odtis je bele barve. Trosi so pečkaste oblike, amiloidni in merijo 8–11,2 x 4–5,8 μm. Razmerje med dolžino in širino Q = 1,6–2,1.

## Podobne vrste
Podoben vonj imata:
- zgodnja čeladica (Mycena abramsii): je večja in raste na listavcih
- šopasta čeladica (Mycena stipata): je večja in raste na štorih iglavcev

Naslednje podobne vrste nimajo značilnega vonja po kloru:
- pripognjena čeladica (Mycena inclinata)
- nagubana čeladica (Mycena galericulata)
- prevlečena čeladica (Mycena epipterygia)
- mlečna čeladica (Mycena galopus)

## Uporabnost
Neužitna.

## Galerija slik
- ilustracija
- trosi